# CODASYL

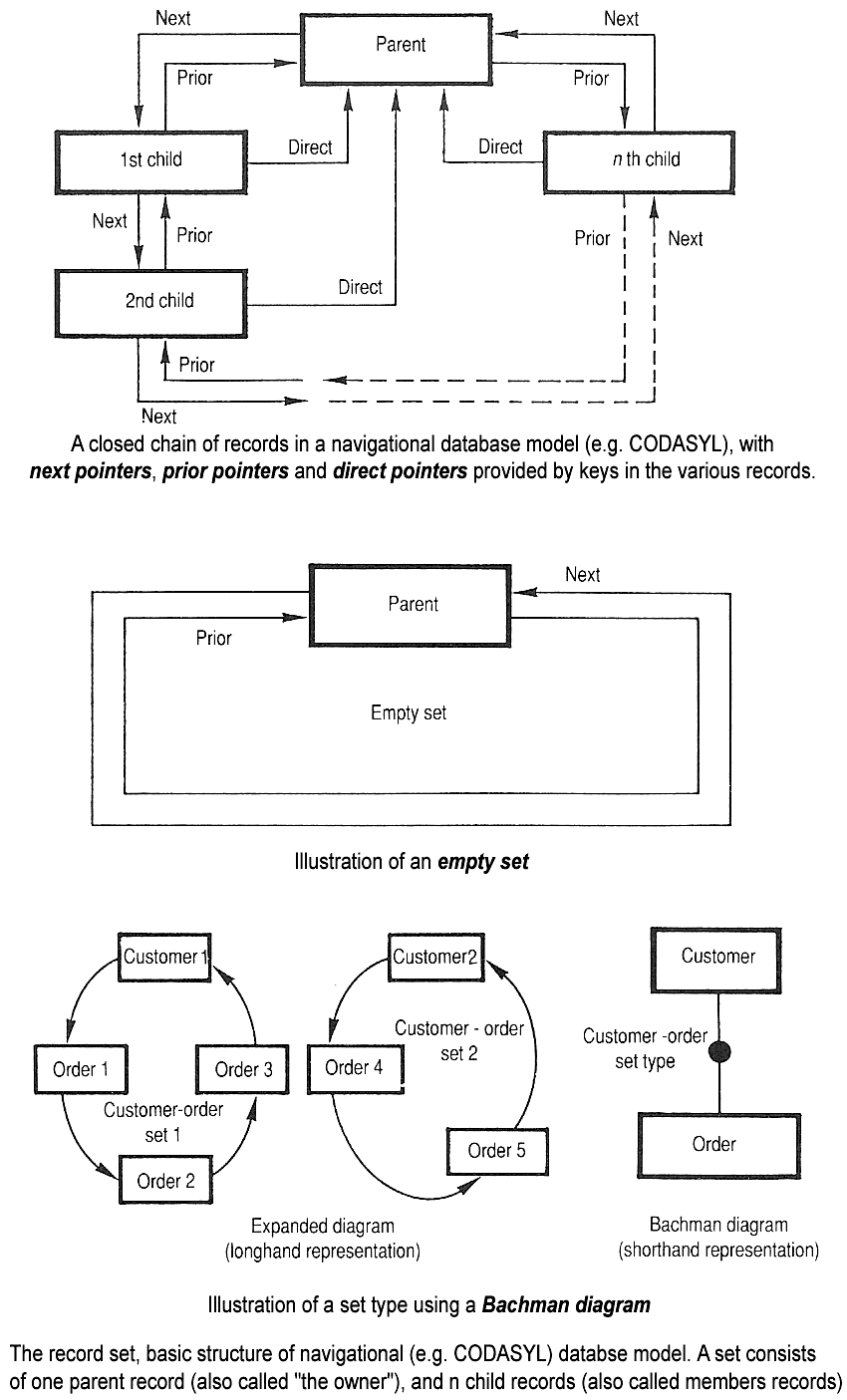
Exemplo de estrutura padrão do modelo de banco de dados CODASYL. O set consiste em um registro dono e n registros membros (no diagrama eles são descritos como "pai" e "filho", mas na terminologia CODASYL se usa "dono" e "membro"). No exemplo acima, estamos vendo um set básico que representa um relacionamento 1:N (Dono:Membro).

CODASYL (frequentemente escrito como Codasyl) é um acrônimo usado para "Conference on Data Systems Languages". 
CODASYL Foi um consórcio da indústria de Tecnologia da Informação formado em 1959 para guiar o desenvolvimento de uma linguagem de programação padrão que pudesse ser usada em diversos computadores. Esse esforço resultou posteriormente no desenvolvimento do COBOL.